# Megalastrum villosum
Megalastrum villosum là một loài thực vật có mạch trong họ Dryopteridaceae. Loài này được (L.) Holttum miêu tả khoa học đầu tiên năm 1986.